# 2020년 KBO 리그
KBO 리그의 2020년 시즌은 KBO 리그의 39번째 시즌이며, 대한민국의 10개 프로 야구 구단들이 참가했다. 신한은행이 3년 연속 메인 스폰서로 참여하며, 2020 신한은행 SOL KBO 리그라고도 불린다.

## 달라지는 점
- 키움 히어로즈가 장정석 감독과 재계약을 포기하고 손혁을 새 감독으로 선임했다.
- KIA 타이거즈가 박흥식 감독 대행을 2군 감독으로 보직을 변경했고 맷 윌리엄스를 새 감독으로 선임했다.
- 삼성 라이온즈가 김한수 감독과 재계약을 포기하고 허삼영을 새 감독으로 선임했다.
- 롯데 자이언츠가 공필성 감독 대행과 재계약을 포기하고 허문회를 새 감독으로 선임했다.
- 정규시즌 1위 결정전이 신설되었다. 정규시즌 1위가 2개 구단일 경우 와일드카드 결정전 전날 별도의 1위 결정전을 거행하기로 했다. 3개 구단 이상일 경우에는 기존대로 해당 구단 간 전적 다승, 다득점, 전년도 성적 순으로 순위를 결정한다.
- 현역 선수 엔트리는 27명 등록-25명 출장에서 28명 등록-26명 출장으로 확대된다. 8월 18일 이후부터 적용되는 확대 엔트리 인원도 32명 등록-30명 출장에서 33명 등록-31명 출장으로 1명씩 늘어난다.
- 부상자 명단 제도가 도입된다. 현역 선수로 등록돼 있는 선수가 정규 시즌 경기 또는 훈련 중 부상을 당할 경우 구단은 10일, 15일, 30일 중 택일해 부상자 명단 등재를 신청할 수 있으며, 최대 30일까지 가능하다. 부상자 명단 등재를 원할 경우 구단은 선수의 최종 경기 출장일의 다음 날부터 3일 이내에 신청서 및 구단 지정 병원에서 발급한 진단서를 제출해야 한다. 부상자 명단에 등재된 선수는 해당 기간 동안 현역 선수 등록이 말소되지만, 등록일 수는 인정받게 된다.
- 3피트 라인 위반 수비 방해와 관련해 위반 시 자동 아웃 적용을 폐지하고 타자 주자가 3피트 라인을 벗어남으로서 수비수와 충돌이나 실제 방해로 볼 수 있는 행위가 발생했을 경우 심판이 수비 방해 여부를 판단하기로 하고 심판의 판정에 이의가 있을 경우 비디오 판독을 신청할 수 있도록 했다.
- 심판 재량으로 1회에 한해 실시할 수 있던 비디오 판독 횟수는 폐지되고, 경기 스피드 업을 위해 비디오 판독 소요 시간은 5분에서 3분으로 단축된다.
- 외야수에 한해 허용하고 있는 경기 중 전력 분석 참고용 페이퍼(리스트 밴드) 사용과 관련해 그라운드에서는 투수를 제외한 모든 선수에게 확대 허용하고, 벤치에서는 투수 포함 모든 선수가 사용할 수 있도록 했다. 단, 해당 참고 자료의 규격에 대해 추후 실행위원회에서 규정을 마련해 결정하기로 했다.
- 올 시즌 정규 시즌 경기 개시 시간은 평일 오후 6시 30분, 토요일 오후 5시, 일요일 및 공휴일은 오후 2시이며, 날씨와 구단 마케팅 활성화 등을 위해 6월은 토·일요일 및 공휴일에 오후 5시, 7·8월은 토요일 오후 6시, 일요일 및 공휴일은 오후 5시 경기로 치러진다. 단, 개막일과 그 다음날의 개막 2연전은 오후 2시에 거행된다.
- 포스트시즌 제도와 관련해 정규 시즌 우승팀에게 홈 어드밴티지를 부여하기 위해 한국시리즈 홈 경기 편성을 2-3-2 방식에서 2-2-3 방식으로 변경된다. 이에 따라 정규 시즌 우승팀은 한국시리즈 1~2, 5~7차전을 홈 구장에서 치르게 된다.
- 대표팀과 구단의 마케팅 권리 보호를 위해 용품 스폰서십 계약에 대한 선수단의 착용을 의무화하고 위반 시 제재 사항을 선수 계약서에 넣기로 했다.
- 외국인 선수의 단일 경기 출장은 2명 이내에서 3명까지 허용하는 것으로 변경된다. 단, 3명 전원이 동일 포지션으로 등록할 수 없다.
- 각 구단은 다음 연도의 신인 선수 지명권을 2명 이내로 선수와 교환하는 방식으로 다른 구단에 양도 가능하다. 지명권을 양수한 구단은 해당 선수의 입단 후 1년 동안 다른 구단에 양도가 불가능하다.
- 포스트시즌이 11월 15일 이전에 끝나지 않을 경우, 이후 경기는 모두 고척스카이돔에서 치르게 된다.
- 준플레이오프가 5전 3선승제에서 3전 2선승제로 단축된다.
- 우천 취소시 더블 헤더와 월요일 경기로 연장전 없이 진행한다. 취소 경기가 나오는 경우 5월 12일부터 더블 헤더와 월요일 경기로 대체 편성한다. 어떤 방식이든 9이닝 경기로 치러지지만 한 팀 기준 9경기 연속 편성은 하지 않기로 했다. 특히, 더블헤더의 경우 일주일에 최대 1번만 진행해 한 주에 최대 7경기를 초과하지 않도록 일정을 짰다. 혹서기인 7∼8월과 월요일에는 더블헤더를 열지 않는다. 5~6월, 9~10월 3연전 중 첫 두 경기와 2연전의 첫 경기 취소 시에는 ‘다음날 더블헤더’를 하거나 ‘동일 대진의 둘째 날 더블헤더’를 하는 순서로 편성한다. 다만, 체력 부담을 고려해 5회 정식경기 성립 이전에 경기가 종료된 경우 다음날 서스펜디드 경기로 이어서 진행한다. 3연전과 2연전 주중 마지막 경기들이 취소될 경우 동일 대진 둘째 날 더블헤더로 편성된다. 일요일 경기가 취소되면 모두 월요일로 우선 편성되고, 해당 주에 이미 더블헤더가 편성되어 있을 경우 동일 대진 둘째 날 더블헤더로 편성된다. 또, 7~8월에 주 중 경기가 취소될 경우 모두 9~10월 동일 대진 둘째 날 더블헤더로 편성된다. 다만, 동일 기간 주말 경기 취소 시에는 월요일을 우선 고려한다.
- 특별 엔트리 조항이 시행된다. 확대 엔트리 기간 외에 더블헤더가 열릴 경우 기존 정원에 1명 추가 등록이 가능하다. 등록된 선수는 다음 날 자동 말소되며, 말소 후 10일이 경과하지 않아도 재등록이 가능하다.
- 확장 엔트리는 더블 헤더시 1명, 2연전 일정이 시작될 때 5명까지 등록 가능하며, 올 시즌에는 2연전이 시작되는 8월 18일부터 앞당겨 시행한다.
- 개막전을 무관중 경기로 진행하며, 무관중 경기로 진행되다가 7월 26일부터 관중 입장이 허용되었다.
- 육성 선수는 개막 다음 날인 5월 6일부터 KBO 리그 등록이 가능하다.
- 양도, 양수(트레이드) 마감일과 국내 선수 포스트시즌 출장 자격 시한은 개막일 연기에 따라 7월 31일부터 8월 15일로 연장했다. 외국인 선수의 포스트시즌 출장 자격 시한은 기존 8월 15일에서 9월 1일로 늦췄다.
- 개막 이후 코로나19로 인한 유증상 발생으로 코로나19 진단 검사(PCR·유전자증폭검사)를 받는 선수는 1군 엔트리에서 말소된다. 엔트리 마감 후 상황이 발생할 경우, 경기 개시 1시간 전까지 엔트리 교체가 가능하다. 유증상으로 엔트리가 말소된 선수는 최대 3일까지 등록일수가 인정된다. 음성 판정 시, 말소 기간인 10일이 경과하지 않더라도 1군 엔트리 복귀가 가능하다.
- 5회 종료 이전에 우천이나 기타 사유로 경기를 진행할 수 없을 때 서스펜디드 경기로 처리한다.
  - 서스펜디드 경기와 기존 편성된 경기 중 한 경기만 취소될 경우, 서스펜디드 경기만 취소되고 기존 편성된 경기 거행 시 서스펜디드 경기는 취소 처리되고 <2020 KBO 정규시즌 경기 취소 시 시행세칙>에 의거 재편성된다. 서스펜디드 경기만 취소되고 기존 편성된 경기 거행 중 해당 경기가 중단될 경우 서스펜디드 경기는 취소 처리되고, 기존 편성된 중단 경기를 다음 날 서스펜디드 경기로 진행한다. 서스펜디드 경기는 거행되고 기존 편성된 경기 취소 시 취소된 경기는 다음 날 더블헤더 편성한다.
  - 서스펜디드 경기와 기존 편성된 경기가 모두 취소될 경우, 다음 날 서스펜디드 경기와 기존 편성된 경기 모두 거행한다. 기존 편성된 취소 경기는 <2020 KBO 정규시즌 경기 취소 시 시행세칙>에 의거 재편성된다.
  - 더블헤더 시행세칙과 동일하게 서스펜디드 경기도 특별 엔트리가 적용된다. 특별 엔트리는 기존 정원에 1명 추가하여 등록 가능(확대 엔트리 기간 제외)하다. 추가 등록 선수는 다음 날 자동 말소되며, 말소일로부터 만 10일이 경과하지 않아도 재등록 가능하다. 단, 서스펜디드 경기와 기존 편성된 경기가 모두 취소되거나 한 경기만 거행하여 다음 날 더블헤더 경기 또는 서스펜디드 경기와 기존 편성된 경기가 거행될 경우, 구단은 특별 엔트리 선수를 엔트리에 남겨두거나 해당 선수를 말소하고 새로운 특별 엔트리 선수를 등록할 수 있다.
  - 서스펜디드 및 기존 편성된 경기는 9이닝 경기로 거행되며, 경기의 중단 시점에 따라 경기 개시 시간이 정해진다.

## 구단별 캐치프레이즈(슬로건)
- 두산 베어스 : TEAM DOOSAN! 2020
- 키움 히어로즈 : TIME TO WIN, V1 HEROES!
- SK 와이번스 : 강한 기본, 투혼의 SK
- LG 트윈스 : 무적 LG! 끝까지 TWINS!
- NC 다이노스 : 거침없이 가자(STRONGER TOGETHER)
- kt 위즈 : 飛上 2020, 승리의 kt wiz!
- KIA 타이거즈 : 함께 하는 여정 : Be Brave, Be Bold
- 삼성 라이온즈 : NEW BLUE! NEW LIONS!
- 한화 이글스 : Fan the Flames!; 열정을 불태워라! 팬들이 우리의 불꽃이다!
- 롯데 자이언츠 : Drive to Win

## 선수 이동

### 시즌 전
- 2020년 신인지명 선수
  - 두산 베어스 : 이주엽, 장규빈, 제환유, 최세창, 조제영, 박지훈, 오명진, 김성민, 양찬열, 최종인, 안권수
  - 키움 히어로즈 : 박주홍, 이종민, 신준우, 김동혁, 김병휘, 박관진, 문찬종, 정재원, 김동은, 박동혁, 김동욱
  - SK 와이번스 : 오원석, 전의산, 김성민, 최지훈, 현원회, 이재성, 류효승, 길지석, 김교람, 이거연, 박시후
  - LG 트윈스 : 이민호, 김윤식, 이주형, 손호영, 강민, 유영찬, 하영진, 함창건, 성재헌, 이정우, 박찬호
  - NC 다이노스 : 김태경, 정구범, 박시원, 안인산, 임형원, 강태경, 한건희, 김한별, 한재환, 이종준, 노상혁
  - kt 위즈 : 소형준, 강현우, 천성호, 이강준, 윤준혁, 김성균, 서경찬, 한지용, 문상준, 여도건, 최지효
  - KIA 타이거즈 : 정해영, 박민, 홍종표, 오규석, 유지성, 김양수, 장재혁, 백현종, 강민수, 이인한, 최용준
  - 삼성 라이온즈 : 황동재, 허윤동, 김지찬, 홍원표, 이승민, 박주혁, 조경원, 정진수, 신동수, 한연욱, 김경민
  - 한화 이글스 : 신지후, 남지민, 한승주, 임종찬, 강재민, 장웅정, 최인호, 최이경, 박정현, 김범준, 김승일
  - 롯데 자이언츠 : 최준용, 홍민기, 박재민, 박명현, 정도웅, 황성빈, 엄태호, 김건우, 한지운, 김현종, 신학진

- 독립야구단 영입 선수
  - 구장익 : 파주 챌린저스 → 두산 베어스

- 독립야구단 이적 선수
  - 김사훈 : 롯데 자이언츠 → 파주 챌린저스
  - 허준혁 : 두산 베어스 → 연천 미라클

- 2차 드래프트 영입 선수

《1라운드》
- 최민재 : SK 와이번스 → 롯데 자이언츠
- 이해창 : kt 위즈 → 한화 이글스
- 노성호 : NC 다이노스 → 삼성 라이온즈
- 변시원 : 두산 베어스 → KIA 타이거즈
- 이보근 : 키움 히어로즈 → kt 위즈
- 강동연 : 두산 베어스 → NC 다이노스
- 백청훈 : SK 와이번스 → LG 트윈스
- 김세현 : KIA 타이거즈 → SK 와이번스

《2라운드》
- 정진호 : 두산 베어스 → 한화 이글스
- 봉민호 : SK 와이번스 → 삼성 라이온즈
- 김성훈 : 삼성 라이온즈 → kt 위즈
- 홍성민 : 롯데 자이언츠 → NC 다이노스
- 정근우 : 한화 이글스 → LG 트윈스
- 채태인 : 롯데 자이언츠 → SK 와이번스

《3라운드》
- 이현호 : 두산 베어스 → 한화 이글스
- 김기환 : 삼성 라이온즈 → NC 다이노스
- 김대유 : kt 위즈 → LG 트윈스
- 정수민 : NC 다이노스 → SK 와이번스

- FA 잔류 선수
  - 장원준 : 두산 베어스[5]
  - 나주환 : SK 와이번스[5]
  - 이지영 : 키움 히어로즈 (총액 3년 18억)
  - 유한준 : kt 위즈 (총액 2년 20억)
  - 정우람 : 한화 이글스 (총액 4년 39억)
  - 송은범 : LG 트윈스 (총액 2년 10억)
  - 오지환 : LG 트윈스 (총액 4년 40억)
  - 진해수 : LG 트윈스 (총액 2+1년 14억)
  - 박석민 : NC 다이노스 (총액 2+1년 34억)
  - 전준우 : 롯데 자이언츠 (총액 4년 34억)
  - 김강민 : SK 와이번스 (총액 1+1년 10억)
  - 김선빈 : KIA 타이거즈 (총액 4년 40억)
  - 윤규진 : 한화 이글스 (총액 1+1년 5억)
  - 이성열 : 한화 이글스 (총액 2년 14억)
  - 김태군 : NC 다이노스 (총액 4년 13억)
  - 오재원 : 두산 베어스 (총액 3년 19억)
  - 김태균 : 한화 이글스 (총액 1년 10억)
  - 오주원 : 키움 히어로즈 (총액 2년 7억)
  - 고효준 : 롯데 자이언츠 (총액 1년 1억 2000만원)

- FA 이적 선수
  - 안치홍 : KIA 타이거즈 → 롯데 자이언츠 (총액 2+2년 56억)

- FA 영입에 따른 보상 선수 이적 선수
  - 김현수 : 롯데 자이언츠 → KIA 타이거즈 (안치홍의 보상선수 자격으로 이적)

- 군 입대(상무 야구단 입단) 선수
  - 키움 히어로즈 : 송성문, 예진원
  - SK 와이번스 : 김규남, 안상현
  - LG 트윈스 : 강정현
  - NC 다이노스 : 이우석
  - kt 위즈 : 김태오, 엄상백
  - KIA 타이거즈 : 강이준, 류승현, 장지수
  - 삼성 라이온즈 : 김승현
  - 롯데 자이언츠 : 안중열, 정성종

- 방출(보류 선수 제외) 선수
  - 두산 베어스 : 계정웅, 노유성, 박정준, 신현수, 이정담, 정덕현
  - 키움 히어로즈 : 서의태
  - SK 와이번스 : 강인호, 김정민, 박광명, 유상화, 윤정우, 임재현, 전종훈, 정재원, 조성모, 최진호
  - LG 트윈스 : 강구성
  - NC 다이노스 : 김진형, 민태호, 박수현, 박헌욱, 이인혁
  - kt 위즈 : 김진곤
  - KIA 타이거즈 : 홍재호
  - 롯데 자이언츠 : 박용욱, 정준혁, 조홍석, 황진수

- 방출 후 이적 선수
  - 홍상삼 : 두산 베어스 → KIA 타이거즈
  - 신동훈 : SK 와이번스 → 롯데 자이언츠
  - 김정후 : LG 트윈스 → 키움 히어로즈
  - 장원삼 : LG 트윈스 → 롯데 자이언츠
  - 유원상 : NC 다이노스 → kt 위즈
  - 최승준 : SK 와이번스 → 한화 이글스
  - 이상민 : 키움 히어로즈 → 삼성 라이온즈
  - 김문호 : 롯데 자이언츠 → 한화 이글스
  - 정상호 : LG 트윈스 → 두산 베어스
  - 정기훈 : 두산 베어스 → 한화 이글스

- 트레이드 영입 선수
  - 김현우, 장시환 : 롯데 자이언츠 → 한화 이글스 (김주현, 지성준과 2:2 트레이드)
  - 김주현, 지성준 : 한화 이글스 → 롯데 자이언츠 (김현우, 장시환과 2:2 트레이드)
  - 윤석민 : kt 위즈 → SK 와이번스 (허도환과 1:1 트레이드[6])
  - 허도환 : SK 와이번스 → kt 위즈 (윤석민과 1:1 트레이드)
  - 나주환 : SK 와이번스 → KIA 타이거즈 (무상 트레이드)
  - 박준태 : KIA 타이거즈 → 키움 히어로즈 (장영석과 1:1 트레이드)
  - 장영석 : 키움 히어로즈 → KIA 타이거즈 (박준태와 1:1 트레이드[6])
  - 전병우, 차재용 : 롯데 자이언츠 → 키움 히어로즈 (추재현과 2:1 트레이드)
  - 추재현 : 키움 히어로즈 → 롯데 자이언츠 (전병우, 차재용과 2:1 트레이드)

- 은퇴 선수
  - 정병곤 : 두산 베어스 → 은퇴
  - 윤진호 : LG 트윈스 → 은퇴 (LG 트윈스 3군 수비코치)
  - 윤석민 : KIA 타이거즈 → 은퇴
  - 최대성 : 두산 베어스 → 은퇴
  - 김재율 : LG 트윈스 → 은퇴
  - 손승락 : 롯데 자이언츠 → 은퇴
  - 박정배 : SK 와이번스 → 은퇴 (키움 히어로즈 코치)
  - 이대형 : kt 위즈 → 은퇴
  - 배영섭 : SK 와이번스 → 은퇴
  - 김주형 : KIA 타이거즈 → 은퇴
  - 박경태 : KIA 타이거즈 → 은퇴
  - 박지훈 : KIA 타이거즈 → 은퇴
  - 곽경문 : 삼성 라이온즈 → 은퇴
  - 양원혁 : LG 트윈스 → 은퇴

- 해외 진출 선수
  - 박정배 : SK 와이번스 → 질롱 코리아
  - 앙헬 산체스 : SK 와이번스 → 요미우리 자이언츠
  - 조쉬 린드블럼 : 두산 베어스 → 밀워키 브루어스 (총액 3년 912만 5000달러)
  - 헨리 소사 : SK 와이번스 → 푸방 가디언스
  - 김광현 : SK 와이번스 → 세인트루이스 카디널스 (총액 2년 800만 달러)
  - 제리 샌즈 : 키움 히어로즈 → 한신 타이거스
  - 카를로스 아수아헤 : 롯데 자이언츠 → 시카고 컵스[7]
  - 브룩스 레일리 : 롯데 자이언츠 → 신시내티 레즈[8]
  - 맥 윌리엄슨 : 삼성 라이온즈 → 워싱턴 내셔널스
  - 다린 러프 : 삼성 라이온즈 → 샌프란시스코 자이언츠[7]
  - 세스 프랭코프 : 두산 베어스 → 샌디에이고 파드리스[7]
  - 카를로스 페게로 : LG 트윈스 → 페리코스 데 푸에블라

- 신규 영입 외국인 선수
  - 두산 베어스 : 크리스 플렉센, 라울 알칸타라[9]
  - 키움 히어로즈 : 테일러 모터
  - SK 와이번스 : 리카르도 핀토, 닉 킹엄
  - LG 트윈스 : 로베르토 라모스
  - NC 다이노스 : 마이크 라이트, 애런 알테어
  - kt 위즈 : 오드리사머 데스파이네
  - KIA 타이거즈 : 애런 브룩스, 드류 가뇽
  - 삼성 라이온즈 : 타일러 살라디노, 데이비드 뷰캐넌
  - 롯데 자이언츠 : 딕슨 마차도, 애드리안 샘슨, 댄 스트레일리

- 재계약 성공 외국인 선수
  - 두산 베어스 : 호세 미구엘 페르난데스
  - 키움 히어로즈 : 에릭 요키시, 제이크 브리검
  - SK 와이번스 : 제이미 로맥
  - LG 트윈스 : 타일러 윌슨, 케이시 켈리
  - NC 다이노스 : 드류 루친스키
  - kt 위즈 : 윌리엄 쿠에바스, 멜 로하스 주니어
  - KIA 타이거즈 : 프레스턴 터커
  - 삼성 라이온즈 : 벤 라이블리
  - 한화 이글스 : 워릭 서폴드, 채드 벨, 제러드 호잉

- 재계약 포기 외국인 선수
  - 두산 베어스 : 세스 프랭코프, 조쉬 린드블럼
  - 키움 히어로즈 : 제리 샌즈
  - SK 와이번스 : 헨리 소사, 앙헬 산체스
  - LG 트윈스 : 카를로스 페게로
  - NC 다이노스 : 크리스천 프리드릭, 제이크 스몰린스키
  - kt 위즈 : 라울 알칸타라[9]
  - KIA 타이거즈 : 제이콥 터너, 조 윌랜드
  - 삼성 라이온즈 : 맥 윌리엄슨, 다린 러프
  - 롯데 자이언츠 : 제이콥 윌슨, 브록 다익손, 브룩스 레일리

- 국내 복귀 선수

없음

### 시즌 중
- 독립야구단 영입 선수

없음
- 독립야구단 이적 선수

없음
- 군 입대(상무 야구단 입단) 선수
  - 두산 베어스 : 김태근, 박신지
  - SK 와이번스 : 김정우, 전경원
  - NC 다이노스 : 김재균, 서호철, 오영수, 전사민
  - kt 위즈 : 고성민, 정성곤
  - 삼성 라이온즈 : 공민규, 윤정빈
  - 한화 이글스 : 박윤철, 변우혁
  - 롯데 자이언츠 : 최하늘

- 방출(계약 해지) 선수
  - 두산 베어스 : 진재혁
  - 키움 히어로즈 : 윤영삼
  - LG 트윈스 : 류형우, 박성준, 양종민, 이진석
  - NC 다이노스 : 노학준, 박성민, 박영빈, 송동욱, 신진호, 유영준, 홍성무
  - kt 위즈 : 강장산, 금민철, 이재근, 임지한, 최지효, 조근종, 이준수
  - KIA 타이거즈 : 강민수, 고장혁, 노관현, 박동민, 박서준, 박진두, 유재신, 이원빈, 이은총, 이진경, 임기준
  - 삼성 라이온즈 : 박찬도, 정인욱
  - 한화 이글스 : 김광명, 김민석, 김현제, 백진우, 송창현, 양성우, 이용규, 조지훈, 최승준
  - 롯데 자이언츠 : 김대륙, 김상호, 김현종, 설재민, 신동훈, 이찬우, 장국헌, 정도웅, 조현수, 차혜성

- 방출 후 이적 선수
  - 김도현 : 두산 베어스 → kt 위즈
  - 김영환 : kt 위즈 → KIA 타이거즈
  - 김민준 : 넥센 히어로즈 → SK 와이번스

- 은퇴 선수
  - 배장호 : 롯데 자이언츠 → 은퇴
  - 송창식 : 한화 이글스 → 은퇴 (빅드림베이스볼아카데미 대표)
  - 김종민 : 한화 이글스 → 은퇴
  - 김태균 : 한화 이글스 → 은퇴 (한화 이글스 단장 어드바이저, KBS N 스포츠 야구 해설위원)
  - 윤희상 : SK 와이번스 → 은퇴
  - 권오준 : 삼성 라이온즈 → 은퇴 (삼성 라이온즈 2군 전력분석원)
  - 이택근 : 키움 히어로즈 → 은퇴
  - 이상화 : kt 위즈 → 은퇴

- 트레이드 영입 선수
  - 권기영, 이승진 : SK 와이번스 → 두산 베어스 (이상 김경호, 이흥련과 2:2 트레이드)
  - 김경호, 이흥련 : 두산 베어스 → SK 와이번스 (이상 권기영, 이승진과 2:2 트레이드)
  - 홍건희 : KIA 타이거즈 → 두산 베어스 (류지혁과 1:1 트레이드)
  - 류지혁 : 두산 베어스 → KIA 타이거즈 (홍건희와 1:1 트레이드)
  - 이태양 : 한화 이글스 → SK 와이번스 (노수광과 1:1 트레이드)
  - 노수광 : SK 와이번스 → 한화 이글스 (이태양과 1:1 트레이드)
  - 문경찬, 박정수 : KIA 타이거즈 → NC 다이노스 (이상 김태진, 장현식과 2:2 트레이드)
  - 김태진, 장현식 : NC 다이노스 → KIA 타이거즈 (이상 문경찬, 박정수와 2:2 트레이드)
  - 오태곤 : kt 위즈 → SK 와이번스 (이홍구와 1:1 트레이드)
  - 이홍구 : SK 와이번스 → kt 위즈 (오태곤과 1:1 트레이드)

- 방출 외국인 선수
  - 키움 히어로즈 : 테일러 모터 (사유 : 성적 부진)
  - SK 와이번스 : 닉 킹엄 (사유 : 팔꿈치 부상)
  - 한화 이글스 : 제러드 호잉 (사유 : 성적 부진), 채드 벨 (사유 : 팔꿈치 부상)
  - 삼성 라이온즈 : 타일러 살라디노 (사유 : 허리 부상)

- 신규 영입 외국인 선수
  - 키움 히어로즈 : 에디슨 러셀
  - SK 와이번스 : 타일러 화이트
  - 한화 이글스 : 브랜든 반즈
  - 삼성 라이온즈 : 다니엘 팔카

- 해외 진출 선수

없음
- 국내 복귀 선수

없음
- 2021년 신인지명 선수
  - NC 다이노스[10] : 김주원, 이용준, 오장한, 한재승, 오태양, 김준상, 조성현, 김정호, 김재중, 김진우
  - 두산 베어스 : 안재석, 김동주, 최승용, 강현구, 김도윤, 임태윤, 이상연, 강원진, 박성재, 김주완, 양현진
  - kt 위즈 : 신범준, 권동진, 한차현, 유준규, 지명성, 김영현, 최성민, 윤세훈, 김건형, 정주원, 김민서
  - LG 트윈스 : 강효종, 이영빈, 김진수, 조건희, 이믿음, 김형욱, 김지용, 김유민, 김대현, 송승기, 박민호
  - 키움 히어로즈 : 장재영, 김휘집, 김준형, 김성진, 이주형, 김시앙, 김현우, 양경식, 정연제, 이재홍
  - KIA 타이거즈 : 이의리, 박건우, 장민기, 이승재, 권혁경, 이영재, 김원경, 장시현, 이준범, 김선우, 박대명
  - 롯데 자이언츠 : 손성빈, 김진욱, 나승엽, 김창훈, 송재영, 우강훈, 정우준, 이병준, 최우인, 김정주, 권동현
  - 삼성 라이온즈 : 이승현, 이재희, 홍무원, 오현석, 주한울, 김동진, 홍승원, 김세민, 이창용, 김현준, 이기용
  - SSG 랜더스 : 김건우, 조형우, 고명준, 조병현, 장지훈, 박정빈, 박형준, 조요한, 장우준, 박제범, 권혁찬
  - 한화 이글스 : 정민규, 김기중, 송호정, 조은, 장규현, 배동현, 조현진, 이준기, 김규연, 안진, 문승진

## 시범 경기
- 3월 14일부터 3월 24일까지 개최할 계획이었으나 코로나19 범유행으로 인해 취소됐다.[11]

## 연습 경기
- 기간 : 4월 21일 ~ 5월 1일

## 정규 리그
- 기간 : 5월 5일[1] ~ 10월 18일
- 잔여 경기기간 : 10월 20일 ~ 10월 31일

개막 경기는 2018년도 순위를 기준으로 상위 팀들의 경기장인 문학(삼성:SK), 잠실(롯데:두산), 대전(kt:한화), 고척(LG:키움), 광주(NC:KIA) 5개 구장에서 2연전으로 펼쳐질 예정이었으나, 코로나19 범유행으로 인해 일정이 미뤄지며 문학(한화:SK), 수원(롯데:kt), 대구(NC:삼성), 잠실(두산:LG), 광주(키움:KIA)에서 3연전으로 펼쳐졌다.

### 경우의 수
2020년 KBO 리그의 경우의 수가 나왔다. 이는 2~4위까지 순위가 결정되지 않았기 때문이다. 
1. KT 위즈가 준우승을 유지하려면 무조건 최종전을 승리하거나 무승부를 해야 된다. 그러나 KT 위즈가 패할 경우에는 경우의 수를 따지게 되는데 키움과 LG가 모두 져야 2위를 유지할 수 있고, 3위가 될 시에는 키움과 LG 중 한 팀이 패배해야 한다.
2. 키움 히어로즈의 경우는 일단 와일드카드 경기를 하지 않기 위해선 무조건 이겨야 하는데 일단 승리하면 최소 4위가 된다. 그런데 여기서 추가 조건이 있는데 타경기 KT와 LG의 경기결과에 따라서 순위가 변동된다는 건데 KT와 LG 중 한 팀이 지면 키움 히어로즈는 3위까지 올라가고, KT와 LG 모두 지면 키움 히어로즈는 준우승까지 올라갈 수 있다. 반면 패하면 무조건 5위로 추락한다.
3. LG 트윈스의 경우는 지면 4위로 떨어진다. 이유는 키움과 두산 중 승부가 나기 때문이다. 그러므로 3위를 지키려면 무조건 승리하거나 비겨야 한다. 근데 승리할 경우 경우의 수가 존재하게 되는데 이는 KT 위즈가 패하면 LG 트윈스는 준우승까지 올라가기 때문이다.
4. 두산 베어스는 지면 무조건 5위가 유지하기 때문에 5위를 벗어나기 위해선 무조건 이겨야 했다. 이기면 최소 4위가 되는데 두산에게도 추가 희망이 있는데 그건  LG 트윈스가 지면 두산 베어스는 3위까지 올라간다. 왜냐면 두산 베어스와 LG 트윈스는 서로 승점이 같아지지만 승자승원칙에서 두산 베어스가 앞서기 때문이다.

| 순위 | 팀명          | 승점          | 키움 히어로즈 2위 | KT 위즈 2위                                                            | LG 트윈스 2위                             |
| ---- | ------------- | ------------- | ----------------- | ---------------------------------------------------------------------- | ----------------------------------------- |
| 2위  | KT 위즈       | 81승 1무 61패 | 패배 (3위)        | 승리/무승부 패배 + 키움 패 + LG 패                                     | (패배 + 키움 패 3위) (패배 + 키움 승 4위) |
| 3위  | LG 트윈스     | 79승 4무 60패 | 패배 (4위)        | (승리/무승부 + KT 승/무 3위) (패배 4위)                                | 승리                                      |
| 4위  | 키움 히어로즈 | 80승 1무 62패 | 승리              | (승리 + KT 승/무 + LG 패 3위) (승리 + KT 승/무 + LG 승 4위) (패배 5위) | (승리 3위) (패배 5위)                     |
| 5위  | 두산 베어스   | 78승 4무 61패 | 패배              | (승리 + LG 패 3위) (패배 5위)                                          | (승리 4위) (패배 5위)                     |

| 날짜             | 원정 팀       | 점수 | 홈 팀       | 장소 | 결과 |
| ---------------- | ------------- | ---- | ----------- | ---- | ---- |
| 2020년 10월 30일 | 키움 히어로즈 | 0:2  | 두산 베어스 | 잠실 | 승리 |
| 2021년 10월 30일 | LG 트윈스     | 2:3  | SK 와이번스 | 문학 | 패배 |
| 2021년 10월 30일 | KT 위즈       | 3:4  | 한화 이글스 | 대전 | 패배 |

| 순위 | 팀            | 경기수 | 승     | 무    | 패     | 결과                                                                             |
| ---- | ------------- | ------ | ------ | ----- | ------ | -------------------------------------------------------------------------------- |
| 2    | KT 위즈       | 144    | 81     | 1     | 62     | 최종전 패배했지만 키움 히어로즈와 LG 트윈스도 동반 패배로 준우승 유지            |
| 3    | 두산 베어스   | 144    | 79 (9) | 4 (1) | 61 (8) | 최종 승리와 LG 트윈스의 패배로 승점은 같아졌지만 승자승원칙에서 앞서 3위로 상승! |
| 4    | LG 트윈스     | 144    | 79 (8) | 4 (1) | 61 (9) | 최종전 패배로 두산 베어스랑 승점은 같아졌지만 승자승원칙에서 떨어져 4위로 추락.  |
| 5    | 키움 히어로즈 | 144    | 80     | 1     | 63     | 최종 패배로 와일드카드에 진출.                                                   |

### 팀 순위
- 두산 베어스는 정규 시즌 3위였으나 준플레이오프, 플레이오프를 승리하고 한국시리즈에 진출했으나 패배하며 최종 2위가 됐다. 반면 kt 위즈는 정규 시즌 2위였으나 플레이오프에서 탈락하며 최종 3위가 됐다.

| 순위 | 구단          | 경기 | 승 | 무 | 패 | 승률  | 연속 | 게임차 | 포스트시즌             |
| ---- | ------------- | ---- | -- | -- | -- | ----- | ---- | ------ | ---------------------- |
| 1    | NC 다이노스   | 144  | 83 | 6  | 55 | 0.601 | 1패  | 0.0    | 한국시리즈 진출        |
| 2    | kt 위즈       | 144  | 81 | 1  | 62 | 0.566 | 1패  | 4.5    | 플레이오프 진출        |
| 3    | 두산 베어스   | 144  | 79 | 4  | 61 | 0.564 | 4승  | 5.0    | 준플레이오프 진출      |
| 4    | LG 트윈스     | 144  | 79 | 4  | 61 | 0.564 | 2패  | 5.0    | 와일드카드 결정전 진출 |
| 5    | 키움 히어로즈 | 144  | 80 | 1  | 63 | 0.559 | 1패  | 5.5    | 와일드카드 결정전 진출 |
| 6    | KIA 타이거즈  | 144  | 73 | 0  | 71 | 0.507 | 1승  | 13.0   | 진출 실패              |
| 7    | 롯데 자이언츠 | 144  | 71 | 1  | 72 | 0.497 | 1승  | 14.5   | 진출 실패              |
| 8    | 삼성 라이온즈 | 144  | 64 | 5  | 75 | 0.460 | 1승  | 19.5   | 진출 실패              |
| 9    | SK 와이번스   | 144  | 51 | 1  | 92 | 0.357 | 1승  | 34.5   | 진출 실패              |
| 10   | 한화 이글스   | 144  | 46 | 3  | 95 | 0.326 | 1승  | 38.5   | 진출 실패              |

### 통계

#### 타자 TOP
| 부문        | 선수                                 | 기록  |
| ----------- | ------------------------------------ | ----- |
| 타율(AVG)   | 최형우 (KIA 타이거즈)                | 0.354 |
| 홈런(HR)    | 멜 로하스 주니어 (kt 위즈)           | 47    |
| 타점(RBI)   | 멜 로하스 주니어 (kt 위즈)           | 135   |
| 득점(R)     | 멜 로하스 주니어 (kt 위즈)           | 116   |
| 안타(H)     | 호세 미구엘 페르난데스 (두산 베어스) | 199   |
| 출루율(OBP) | 박석민 (NC 다이노스)                 | 0.436 |
| 장타율(SLG) | 멜 로하스 주니어 (kt 위즈)           | 0.680 |
| 도루(SB)    | 심우준 (kt 위즈)                     | 35    |

#### 투수 TOP
| 부문            | 선수                          | 기록  |
| --------------- | ----------------------------- | ----- |
| 승리(W)         | 라울 알칸타라 (두산 베어스)   | 20    |
| 평균자책점(ERA) | 에릭 요키시 (키움 히어로즈)   | 2.14  |
| 탈삼진(SO)      | 댄 스트레일리 (롯데 자이언츠) | 205   |
| 세이브(SV)      | 조상우 (키움 히어로즈)        | 33    |
| 홀드(HLD)       | 주권 (kt 위즈)                | 31    |
| 승률(WPCT)      | 라울 알칸타라 (두산 베어스)   | 0.909 |

### 시즌 1호 기록
- 1호 안타 : 한화 이글스 정은원
- 1호 볼넷 : 두산 베어스 박건우
- 1호 사구 : LG 트윈스 채은성
- 1호 도루 : LG 트윈스 김용의
- 1호 도루저지 : 두산 베어스 박세혁
- 1호 타점 : 한화 이글스 김태균
- 1호 득점 : 한화 이글스 송광민
- 1호 홈런 : LG 트윈스 김현수
- 1호 백투백홈런 : NC 다이노스 박석민, 모창민
- 1호 희생타 : 한화 이글스 정진호
- 1호 끝내기 : 롯데 자이언츠
- 1호 실책 : 롯데 자이언츠 한동희
- 1호 폭투 : 두산 베어스 채지선
- 1호 병살타 : KIA 타이거즈 프레스턴 터커
- 1호 삼진투수 : SK 와이번스 닉 킹엄
- 1호 피삼진타자 : 한화 이글스 이성열
- 1호 비디오판독 : NC 다이노스 나성범
- 1호 승리투수 : 한화 이글스 워릭 서폴드
- 1호 패전투수 : SK 와이번스 닉 킹엄
- 1호 무승부투수 : LG 트윈스 최동환, NC 다이노스 박진우
- 1호 홀드 : LG 트윈스 진해수
- 1호 세이브 : NC 다이노스 원종현

### 개인 달성 기록

#### 5월
- 한동민(SK 와이번스)은 5월 6일 문학에서 열린 한화와의 경기에서 역대 95번째 통산 세 자릿수 홈런을 달성했다.
- 소형준(kt 위즈)은 5월 8일 잠실에서 열린 두산과의 경기에서 역대 8번째 데뷔전 고졸 신인 선발 승을 달성했다.
- 김하성(키움 히어로즈)은 5월 10일 고척에서 열린 한화와의 경기에서 역대 103번째 통산 500득점을 달성했다.
- 오지환(LG 트윈스)은 5월 10일 창원에서 열린 NC와의 경기에서 역대 73번째 통산 200번째 2루타를 달성했다.
- 이용규(한화 이글스)는 5월 10일 고척에서 열린 키움과의 경기에서 역대 24번째 통산 800사사구를 달성했다.
- 김현수(LG 트윈스)는 5월 12일 잠실에서 열린 SK와의 경기에서 역대 33번째 통산 2500루타를 달성했다.
- 박경수(kt 위즈)는 5월 12일 창원에서 열린 NC와의 경기에서 역대 36번째 통산 1600경기 출장을 달성했다.
- 박해민(삼성 라이온즈)은 5월 12일 고척에서 열린 키움과의 경기에서 역대 17번째 통산 250도루를 달성했다.
- 김상수(삼성 라이온즈)는 5월 12일 고척에서 열린 키움과의 경기에서 역대 85번째 통산 1100안타를 달성했다.
- 오재일(두산 베어스)은 5월 14일 사직에서 열린 롯데와의 경기에서 역대 95번째 통산 500타점을 달성했다.
- 김현수(LG 트윈스)는 5월 14일 잠실에서 열린 SK와의 경기에서 역대 24번째 통산 700볼넷을 달성했다.
- 민병헌(롯데 자이언츠)은 5월 14일 사직에서 열린 두산과의 경기에서 역대 2번째 초구 끝내기 홈런 후 다음 타석 초구 리드오프 홈런을 달성했다.
- 소형준(kt 위즈)은 5월 15일 수원에서 열린 삼성과의 경기에서 역대 3번째 데뷔 후 2경기 연속 선발 승을 달성했다.
- 민병헌(롯데 자이언츠)은 5월 15일 대전에서 열린 한화와의 경기에서 역대 65번째 통산 1200안타를 달성했다.
- 안영명(한화 이글스)은 5월 17일 대전에서 열린 롯데와의 경기에서 역대 44번째 통산 500경기 출장을 달성했다.
- 김현수(LG 트윈스)는 5월 19일 대구에서 열린 삼성과의 경기에서 역대 64번째 통산 1400경기 출장을 달성했다.
- 최형우(KIA 타이거즈)는 5월 20일 광주에서 열린 롯데와의 경기에서 역대 17번째 통산 900사사구를 달성했다.
- 박용택(LG 트윈스)은 5월 21일 대구에서 열린 삼성과의 경기에서 역대 3번째 통산 3600루타를 달성했다.
- 나지완(KIA 타이거즈)은 5월 21일 광주에서 열린 롯데와의 경기에서 역대 72번째 통산 600득점을 달성했다.
- 박병호(키움 히어로즈)는 5월 23일 사직에서 열린 롯데와의 경기에서 역대 46번째 통산 2100루타를 달성했다.
- 송은범(LG 트윈스)은 5월 23일 잠실에서 열린 kt와의 경기에서 역대 31번째 통산 6000타자 상대를 달성했다.
- 차우찬(LG 트윈스)은 5월 23일 잠실에서 열린 kt와의 경기에서 역대 25번째 통산 7000타자 상대, 역대 27번째 통산 1600이닝을 달성했다.
- 멜 로하스 주니어(kt 위즈)는 5월 23일 잠실에서 열린 LG와의 경기에서 역대 3번째 좌우타석 연타석 홈런, 역대 8번째 좌우타석 홈런을 달성했다.
- 로베르토 라모스(LG 트윈스)는 5월 24일 잠실에서 열린 kt와의 경기에서 역대 8번째 역전 끝내기 만루 홈런을 달성했다.
- 이용규(한화 이글스)는 5월 24일 창원에서 열린 NC와의 경기에서 역대 25번째 통산 700볼넷을 달성했다.
- 김민성(LG 트윈스)은 5월 26일 대전에서 열린 한화와의 경기에서 역대 82번째 통산 1300경기 출장을 달성했다.
- 이성열(한화 이글스)은 5월 26일 대전에서 열린 LG와의 경기에서 역대 65번째 통산 1400경기 출장을 달성했다.
- 양의지(NC 다이노스)는 5월 27일 창원에서 열린 키움과의 경기에서 역대 98번째 통산 1200경기 출장을 달성했다.
- 김선빈(KIA 타이거즈)은 5월 27일 수원에서 열린 kt와의 경기에서 역대 98번째 통산 네 자릿수 안타를 달성했다.
- 정은원(한화 이글스)은 5월 27일 대전에서 열린 LG와의 경기에서 역대 53번째 1회 선두 타자 초구 홈런을 달성했다.
- 이용규(한화 이글스)는 5월 27일 대전에서 열린 LG와의 경기에서 역대 9번째 통산 350도루를 달성했다.
- 나성범(NC 다이노스)은 5월 28일 창원에서 열린 키움과의 경기에서 역대 47번째 통산 150홈런을 달성했다.
- 허윤동(삼성 라이온즈)은 5월 28일 사직에서 열린 롯데와의 경기에서 역대 9번째 데뷔전 고졸 신인 선발 승을 달성했다.
- 김혜성(키움 히어로즈)은 5월 30일 고척에서 열린 kt와의 경기에서 역대 26번째 사이클링 히트를 달성했다.
- 강민호(삼성 라이온즈)는 5월 30일 대구에서 열린 NC와의 경기에서 역대 27번째 통산 900타점을 달성했다.
- 안치홍(롯데 자이언츠)은 5월 31일 잠실에서 열린 두산과의 경기에서 역대 66번째 통산 1200안타를 달성했다.

#### 6월
- 황재균(kt 위즈)은 6월 2일 수원에서 열린 두산과의 경기에서 역대 36번째 통산 1500안타를 달성했다.
- 김호령(KIA 타이거즈)은 6월 2일 광주에서 열린 롯데와의 경기에서 역대 54번째 1회말 선두 타자 초구 홈런을 달성했다.
- 이대호(롯데 자이언츠)는 6월 2일 광주에서 열린 KIA와의 경기에서 역대 16번째 통산 3000루타를 달성했다.
- 정근우(LG 트윈스)는 6월 3일 잠실에서 열린 삼성과의 경기에서 역대 27번째 통산 2600루타를 달성했다.
- 양현종(KIA 타이거즈)은 6월 3일 광주에서 열린 롯데와의 경기에서 역대 5번째 통산 140승을 달성했다.
- 허윤동(삼성 라이온즈)은 6월 3일 잠실에서 열린 LG와의 경기에서 역대 4번째 고졸 신인 데뷔 후 2경기 연속 선발 승을 달성했다.
- 이성열(한화 이글스)은 6월 3일 대전에서 열린 키움과의 경기에서 역대 98번째 통산 네 자릿수 안타를 달성했다.
- 김재환(두산 베어스)은 6월 4일 수원에서 열린 kt와의 경기에서 역대 48번째 통산 150홈런을 달성했다.
- 박용택(LG 트윈스)은 6월 5일 고척에서 열린 키움과의 경기에서 역대 1번째 통산 8000타수를 달성했다.
- 황재균(kt 위즈)은 6월 5일 사직에서 열린 롯데와의 경기에서 역대 21번째 통산 200도루를 달성했다.
- 안치홍(롯데 자이언츠)은 6월 5일 사직에서 열린 kt와의 경기에서 역대 63번째 통산 600타점을 달성했다.
- 박병호(키움 히어로즈)는 6월 6일 고척에서 열린 LG와의 경기에서 역대 40번째 통산 600볼넷을 달성했다.
- 정근우(LG 트윈스)는 6월 6일 고척에서 열린 키움과의 경기에서 역대 29번째 통산 1700경기 출장을 달성했다.
- 김태균(한화 이글스)은 6월 6일 대전에서 열린 NC와의 경기에서 역대 4번째 통산 3500루타를 달성했다.
- 나지완(KIA 타이거즈)은 6월 7일 잠실에서 열린 두산과의 경기에서 역대 41번째 통산 600볼넷을 달성했다.
- 이대호(롯데 자이언츠)는 6월 7일 사직에서 열린 kt와의 경기에서 역대 37번째 1600경기 출장, 역대 25번째 800사구를 달성했다.
- 양의지(NC 다이노스)는 6월 9일 창원에서 열린 두산과의 경기에서 역대 49번째 통산 150홈런을 달성했다.
- 유한준(kt 위즈)은 6월 9일 수원에서 열린 KIA와의 경기에서 역대 47번째 통산 2100루타를 달성했다.
- 전준우(롯데 자이언츠)는 6월 9일 사직에서 열린 한화와의 경기에서 역대 121번째 통산 1100경기 출장을 달성했다.
- 최형우(KIA 타이거즈)는 6월 10일 수원에서 열린 kt와의 경기에서 역대 38번째 통산 1600경기 출장을 달성했다.
- 전준우(롯데 자이언츠)는 6월 10일 사직에서 열린 한화와의 경기에서 역대 67번째 통산 1200안타를 달성했다.
- 최정(SK 와이번스)은 6월 11일 잠실에서 열린 LG와의 경기에서 역대 17번째 통산 3000루타를 달성했다.
- 이용규(한화 이글스)는 6월 11일 사직에서 열린 롯데와의 경기에서 역대 39번째 통산 1600경기 출장을 달성했다.
- 박석민(NC 다이노스)은 6월 13일 창원에서 열린 키움과의 경기에서 역대 48번째 통산 1500경기 출장을 달성했다.
- 최정(SK 와이번스)은 6월 14일 문학에서 열린 KIA와의 경기에서 역대 11번째 통산 1100타점을 달성했다.
- 박석민(NC 다이노스)은 6월 14일 창원에서 열린 키움과의 경기에서 역대 36번째 통산 800득점을 달성했다.
- 지석훈(NC 다이노스)은 6월 16일 광주에서 열린 KIA와의 경기에서 역대 122번째 통산 1100경기 출장을 달성했다.
- 주효상(키움 히어로즈)은 6월 19일 고척에서 열린 SK와의 경기에서 역대 1번째 두 경기 연속 대타 끝내기를 달성했다.
- 박석민(NC 다이노스)은 6월 20일 창원에서 열린 한화와의 경기에서 역대 34번째 통산 2400루타를 달성했다.
- 정우람(한화 이글스)은 6월 20일 창원에서 열린 NC와의 경기에서 역대 7번째 통산 170세이브를 달성했다.
- 손아섭(롯데 자이언츠)은 6월 20일 수원에서 열린 kt와의 경기에서 역대 25번째 통산 300번째 2루타를 달성했다.
- 박병호(키움 히어로즈)는 6월 23일 잠실에서 열린 LG와의 경기에서 역대 39번째 통산 700사사구, 역대 23번째 8년 연속 시즌 두 자릿수 홈런을 달성했다.
- 김재환(두산 베어스)은 6월 25일 문학에서 열린 SK와의 경기에서 역대 64번째 5년 연속 시즌 두 자릿수 홈런을 달성했다.
- 김하성(키움 히어로즈)은 6월 25일 잠실에서 열린 LG와의 경기에서 역대 42번째 6년 연속 시즌 두 자릿수 홈런을 달성했다.
- 최정(SK 와이번스)은 6월 25일 문학에서 열린 두산과의 경기에서 역대 1번째 통산 260사구를 달성했다.
- 진해수(LG 트윈스)는 6월 25일 잠실에서 열린 키움과의 경기에서 역대 22번째 통산 600경기 출장을 달성했다.
- 박석민(NC 다이노스)은 6월 25일 수원에서 열린 kt와의 경기에서 역대 2번째 통산 200사구를 달성했다.
- 멜 로하스 주니어(kt 위즈)는 6월 25일 수원에서 열린 NC와의 경기에서 역대 96번째 통산 세 자릿수 홈런을 달성했다.
- 오승환(삼성 라이온즈)은 6월 26일 사직에서 열린 롯데와의 경기에서 역대 1번째 통산 280세이브를 달성했다.
- 송광민(한화 이글스)은 6월 28일 대전에서 열린 kt와의 경기에서 역대 155번째 통산 네 자릿수 경기 출장을 달성했다.
- 박석민(NC 다이노스)은 6월 30일 창원에서 열린 롯데와의 경기에서 역대 19번째 통산 250홈런을 달성했다.

#### 7월
- 오재원(두산 베어스)은 7월 1일 고척에서 열린 키움과의 경기에서 역대 96번째 통산 500타점을 달성했다.
- 김하성(키움 히어로즈)은 7월 1일 고척에서 열린 두산과의 경기에서 역대 97번째 통산 500타점을 달성했다.
- 오지환(LG 트윈스)은 7월 1일 잠실에서 열린 kt와의 경기에서 역대 86번째 통산 1100안타를 달성했다.
- 배정대(kt 위즈)는 7월 1일 잠실에서 열린 LG와의 경기에서 역대 39번째 1회초 초구 리드오프 홈런을 달성했다.
- 서건창(키움 히어로즈)은 7월 2일 고척에서 열린 두산과의 경기에서 역대 9번째 통산 50번째 3루타를 달성했다.
- 최형우(KIA 타이거즈)는 7월 2일 광주에서 열린 한화와의 경기에서 역대 6번째 통산 3200루타를 달성했다.
- 최정(SK 와이번스)은 7월 3일 사직에서 열린 롯데와의 경기에서 역대 3번째 15년 연속 시즌 두 자릿수 홈런을 달성했다.
- 이용규(한화 이글스)는 7월 4일 잠실에서 열린 두산과의 경기에서 역대 16번째 통산 네 자릿수 득점을 달성했다.
- 이대호(롯데 자이언츠)는 7월 4일 사직에서 열린 SK와의 경기에서 역대 17번째 통산 1800안타를 달성했다.
- 박병호(키움 히어로즈)는 7월 5일 수원에서 열린 kt와의 경기에서 역대 14번째 통산 300홈런을 달성했다.
- 최정(SK 와이번스)은 7월 5일 사직에서 열린 롯데와의 경기에서 역대 30번째 통산 1700경기 출장을 달성했다.
- 박석민(NC 다이노스)은 7월 5일 창원에서 열린 KIA와의 경기에서 역대 47번째 통산 1400안타를 달성했다.
- 손아섭(롯데 자이언츠)은 7월 5일 사직에서 열린 SK와의 경기에서 역대 17번째 통산 네 자릿수 득점, 역대 28번째 통산 2600루타를 달성했다.
- 김현수(LG 트윈스)는 7월 7일 잠실에서 열린 두산과의 경기에서 역대 29번째 통산 2600루타를 달성했다.
- 차우찬(LG 트윈스)은 7월 7일 잠실에서 열린 두산과의 경기에서 역대 10번째 통산 1400탈삼진을 달성했다.
- 오지환(LG 트윈스)은 7월 7일 잠실에서 열린 두산과의 경기에서 역대 17번째 9년 연속 시즌 두 자릿수 도루를 달성했다.
- 김현수(LG 트윈스)는 7월 8일 잠실에서 열린 두산과의 경기에서 역대 18번째 통산 네 자릿수 타점, 역대 43번째 6년 연속 시즌 두 자릿수 홈런을 달성했다.
- 진해수(LG 트윈스)는 7월 8일 잠실에서 열린 두산과의 경기에서 역대 4번째 5년 연속 시즌 두 자릿수 홀드를 달성했다.
- 이원석(삼성 라이온즈)은 7월 8일 고척에서 열린 키움과의 경기에서 역대 64번째 통산 600타점을 달성했다.
- 이대호(롯데 자이언츠)는 7월 8일 대전에서 열린 한화와의 경기에서 역대 9번째 12년 연속 시즌 두 자릿수 홈런을 달성했다.
- 나지완(KIA 타이거즈)은 7월 9일 광주에서 열린 kt와의 경기에서 역대 53번째 통산 2000루타를 달성했다.
- 구자욱(삼성 라이온즈)은 7월 9일 고척에서 열린 키움과의 경기에서 역대 104번째 통산 500득점을 달성했다.
- 이원석(삼성 라이온즈)은 7월 9일 고척에서 열린 키움과의 경기에서 역대 87번째 통산 1100안타를 달성했다.
- 서건창(키움 히어로즈)은 7월 10일 광주에서 열린 KIA와의 경기에서 역대 74번째 통산 200번째 2루타를 달성했다.
- 박해민(삼성 라이온즈)은 7월 10일 수원에서 열린 kt와의 경기에서 역대 10번째 통산 50번째 3루타를 달성했다.
- 유한준(kt 위즈)은 7월 11일 수원에서 열린 삼성과의 경기에서 역대 34번째 통산 800타점을 달성했다.
- 전준우(롯데 자이언츠)는 7월 11일 사직에서 열린 두산과의 경기에서 역대 52번째 통산 700득점을 달성했다.
- 나지완(KIA 타이거즈)은 7월 13일 광주에서 열린 키움과의 경기에서 역대 35번째 통산 800타점을 달성했다.
- 최진행(한화 이글스)은 7월 13일 대전에서 열린 SK와의 경기에서 역대 50번째 통산 150홈런을 달성했다.
- 모창민(NC 다이노스)은 7월 14일 고척에서 열린 키움과의 경기에서 역대 156번째 통산 네 자릿수 경기 출장을 달성했다.
- 황재균(kt 위즈)은 7월 15일 수원에서 열린 한화와의 경기에서 역대 49번째 1500경기 출장, 역대 58번째 통산 500볼넷을 달성했다.
- 최형우(KIA 타이거즈)는 7월 15일 대구에서 열린 삼성과의 경기에서 역대 7번째 13년 연속 시즌 두 자릿수 홈런을 달성했다.
- 김현수(LG 트윈스)는 7월 16일 사직에서 열린 롯데와의 경기에서 역대 26번째 통산 1700안타를 달성했다.
- 황재균(kt 위즈)은 7월 16일 수원에서 열린 한화와의 경기에서 역대 35번째 통산 2400루타, 역대 37번째 통산 800득점을 달성했다.
- 양현종(KIA 타이거즈)은 7월 16일 대구에서 열린 삼성과의 경기에서 역대 10번째 통산 8000타자 상대를 달성했다.
- 최형우(KIA 타이거즈)는 7월 17일 광주에서 열린 두산과의 경기에서 역대 8번째 통산 300홈런-네 자릿수 득점-네 자릿수 타점, 역대 10번째 통산 네 자릿수 득점-네 자릿수 타점, 역대 18번째 통산 네 자릿수 득점을 달성했다.
- 차우찬(LG 트윈스)은 7월 18일 잠실에서 열린 한화와의 경기에서 역대 22번째 통산 110승을 달성했다.
- 박석민(NC 다이노스)은 7월 18일 창원에서 열린 kt와의 경기에서 역대 40번째 통산 250번째 2루타를 달성했다.
- 이원석(삼성 라이온즈)은 7월 18일 대구에서 열린 삼성과의 경기에서 역대 66번째 통산 1400경기 출장을 달성했다.
- 서건창(키움 히어로즈)은 7월 21일 잠실에서 열린 두산과의 경기에서 역대 88번째 통산 1100안타를 달성했다.
- 박해민(삼성 라이온즈)은 7월 21일 창원에서 열린 NC와의 경기에서 역대 29번째 7년 연속 시즌 두 자릿수 도루를 달성했다.
- 최정(SK 와이번스)은 7월 24일 대전에서 열린 한화와의 경기에서 역대 27번째 통산 1700안타, 역대 3번째 통산 350홈런을 달성했다.
- 김강민(SK 와이번스)은 7월 24일 대전에서 열린 한화와의 경기에서 역대 22번째 통산 200도루를 달성했다.
- 김태균(한화 이글스)은 7월 24일 대전에서 열린 SK와의 경기에서 역대 14번째 통산 2000경기 출장, 역대 3번째 통산 2200안타를 달성했다.
- 손아섭(롯데 자이언츠)은 7월 24일 고척에서 열린 키움과의 경기에서 역대 18번째 통산 1800안타를 달성했다.
- 김강민(SK 와이번스)은 7월 26일 대전에서 열린 한화와의 경기에서 역대 5번째 통산 700득점을 달성했다.
- 오지환(LG 트윈스)은 7월 26일 잠실에서 열린 두산과의 경기에서 역대 23번째 통산 200도루를 달성했다.
- 박석민(NC 다이노스)은 7월 26일 수원에서 열린 kt와의 경기에서 역대 8번째 13년 연속 시즌 두 자릿수 홈런을 달성했다.
- 최정(SK 와이번스)은 7월 27일 대전에서 열린 한화와의 경기에서 역대 8번째 통산 네 자릿수 사사구를 달성했다.
- 정수빈(두산 베어스)은 7월 28일 잠실에서 열린 키움과의 경기에서 역대 123번째 통산 1100경기 출장을 달성했다.
- 김민성(LG 트윈스)은 7월 28일 문학에서 열린 SK와의 경기에서 역대 65번째 통산 600타점을 달성했다.
- 채태인(SK 와이번스)은 7월 29일 문학에서 열린 LG와의 경기에서 역대 99번째 통산 1200경기 출장을 달성했다.
- 강민호(삼성 라이온즈)는 7월 29일 대구에서 열린 한화와의 경기에서 역대 12번째 11년 연속 시즌 시즌 두 자릿수 홈런을 달성했다.
- 구자욱(삼성 라이온즈)은 7월 30일 대구에서 열린 한화와의 경기에서 역대 40번째 6년 연속 시즌 두 자릿수 도루를 달성했다.
- 이용규(한화 이글스)는 7월 30일 대구에서 열린 삼성과의 경기에서 역대 42번째 통산 2200루타를 달성했다.
- 양의지(NC 다이노스)는 7월 31일 창원에서 열린 두산과의 경기에서 역대 29번째 7년 연속 시즌 두 자릿수 홈런을 달성했다.
- 황재균(kt 위즈)은 7월 31일 수원에서 열린 SK와의 경기에서 역대 44번째 6년 연속 시즌 두 자릿수 홈런을 달성했다.

#### 8월
- 윤성환(삼성 라이온즈)은 8월 2일 대구에서 열린 키움과의 경기에서 역대 8번째 통산 1900이닝을 달성했다.
- 나주환(KIA 타이거즈)은 8월 4일 광주에서 열린 LG와의 경기에서 역대 99번째 통산 네 자릿수 안타를 달성했다.
- 전준우(롯데 자이언츠)는 8월 4일 문학에서 열린 SK와의 경기에서 역대 66번째 통산 600타점을 달성했다.
- 최정(SK 와이번스)은 8월 6일 문학에서 열린 롯데와의 경기에서 역대 11번째 통산 3100루타를 달성했다.
- 최형우(KIA 타이거즈)는 8월 6일 광주에서 열린 LG와의 경기에서 역대 4번째 통산 400번째 2루타를 달성했다.
- 정수빈(두산 베어스)은 8월 7일 잠실에서 열린 롯데와의 경기에서 역대 24번째 통산 200도루를 달성했다.
- 전준우(롯데 자이언츠)는 8월 7일 잠실에서 열린 두산과의 경기에서 역대 51번째 통산 150홈런을 달성했다.
- 박병호(키움 히어로즈)는 8월 8일 고척에서 열린 LG와의 경기에서 역대 43번째 통산 2200루타를 달성했다.
- 손아섭(롯데 자이언츠)은 8월 8일 잠실에서 열린 두산과의 경기에서 역대 9번째 11년 연속 시즌 세 자릿수 안타를 달성했다.
- 박병호(키움 히어로즈)는 8월 11일 고척에서 열린 한화와의 경기에서 역대 2번째 7년 연속 20홈런을 달성했다.
- 황재균(kt 위즈)은 8월 11일 수원에서 열린 SK와의 경기에서 역대 26번째 통산 300번째 2루타를 달성했다.
- 양현종(KIA 타이거즈)은 8월 11일 잠실에서 열린 LG와의 경기에서 역대 5번째 통산 1600탈삼진, 역대 9번째 통산 1900이닝을 달성했다.
- 강민호(삼성 라이온즈)는 8월 11일 대구에서 열린 두산과의 경기에서 역대 24번째 통산 2700루타를 달성했다.
- 오재일(두산 베어스)는 8월 12일 대구에서 열린 삼성과의 경기에서 역대 45번째 6년 연속 시즌 두 자릿수 홈런을 달성했다.
- 강민호(삼성 라이온즈)는 8월 12일 대구에서 열린 두산과의 경기에서 역대 22번째 통산 1800경기 출장을 달성했다.
- 김민성(LG 트윈스)은 8월 13일 잠실에서 열린 KIA와의 경기에서 역대 68번째 통산 1200안타를 달성했다.
- 박경수(kt 위즈)는 8월 13일 수원에서 열린 SK와의 경기에서 역대 46번째 6년 연속 시즌 두 자릿수 홈런을 달성했다.
- 박건우(두산 베어스)는 8월 14일 잠실에서 열린 kt와의 경기에서 역대 55번째 초구 리드오프 홈런을 달성했다.
- 이용규(한화 이글스)는 8월 14일 대전에서 열린 삼성과의 경기에서 역대 19번째 통산 1800안타를 달성했다.
- 김강민(SK 와이번스)은 8월 15일 광주에서 열린 KIA와의 경기에서 역대 56번째 통산 1300안타, 역대 67번째 통산 600타점을 달성했다.
- 오지환(LG 트윈스)은 8월 15일 창원에서 열린 NC와의 경기에서 역대 54번째 통산 700득점을 달성했다.
- 정수빈(두산 베어스)은 8월 16일 잠실에서 열린 kt와의 경기에서 역대 73번째 통산 600득점을 달성했다.
- 서건창(키움 히어로즈)은 8월 18일 창원에서 열린 NC와의 경기에서 역대 25번째 통산 200도루를 달성했다.
- 김현수(LG 트윈스)는 8월 18일 잠실에서 열린 KIA와의 경기에서 역대 13번째 6년 연속 200루타를 달성했다.
- 안치홍(롯데 자이언츠)은 8월 18일 사직에서 열린 두산과의 경기에서 역대 100번째 통산 1200경기 출장을 달성했다.
- 김재호(두산 베어스)는 8월 19일 사직에서 열린 롯데와의 경기에서 역대 67번째 통산 1400경기 출장, 역대 98번째 통산 500타점을 달성했다.
- 최정(SK 와이번스)은 8월 19일 문학에서 열린 한화와의 경기에서 역대 10번째 5년 연속 20홈런을 달성했다.
- 황재균(kt 위즈)은 8월 19일 대구에서 열린 삼성과의 경기에서 역대 36번째 통산 800타점을 달성했다.
- 최형우(KIA 타이거즈)는 8월 19일 잠실에서 열린 LG와의 경기에서 역대 12번째 통산 1900안타를 달성했다.
- 이용규(한화 이글스)는 8월 19일 문학에서 열린 SK와의 경기에서 역대 23번째 통산 7000타수를 달성했다.
- 나성범(NC 다이노스)은 8월 20일 광주에서 열린 KIA와의 경기에서 역대 89번째 통산 1100안타를 달성했다.
- 주권(kt 위즈)은 8월 20일 대전에서 열린 한화와의 경기에서 역대 4번째 2년 연속 20홀드를 달성했다.
- 배제성(kt 위즈)은 8월 20일 대전에서 열린 한화와의 경기에서 역대 34번째 무피안타 선발 승을 달성했다.
- 최형우(KIA 타이거즈)는 8월 20일 광주에서 열린 NC와의 경기에서 역대 6번째 13년 연속 시즌 세 자릿수 안타를 달성했다.
- 강민호(삼성 라이온즈)는 8월 20일 문학에서 열린 SK와의 경기에서 역대 31번째 통산 1600안타를 달성했다.
- 이대호(롯데 자이언츠)는 8월 20일 잠실에서 열린 두산과의 경기에서 역대 12번째 통산 3100루타를 달성했다.
- 송광민(한화 이글스)은 8월 21일 대전에서 열린 kt와의 경기에서 역대 99번째 통산 500타점을 달성했다.
- 박건우(두산 베어스)는 8월 22일 문학에서 열린 SK와의 경기에서 역대 65번째 5년 연속 시즌 두 자릿수 홈런을 달성했다.
- 손아섭(롯데 자이언츠)은 8월 22일 대구에서 열린 삼성과의 경기에서 역대 50번째 통산 1500경기 출장을 달성했다.
- 김하성(키움 히어로즈)은 8월 23일 고척에서 열린 KIA와의 경기에서 역대 54번째 6년 연속 시즌 세 자릿수 안타를 달성했다.
- 나지완(KIA 타이거즈)은 8월 23일 고척에서 열린 키움과의 경기에서 역대 69번째 통산 1200안타를 달성했다.
- 정우람(한화 이글스)은 8월 23일 잠실에서 열린 LG와의 경기에서 역대 4번째 7년 연속 시즌 두 자릿수 세이브를 달성했다.
- 김상수(삼성 라이온즈)는 8월 25일 대구에서 열린 LG와의 경기에서 역대 83번째 통산 1300경기 출장을 달성했다.
- 박건우(두산 베어스)는 8월 27일 창원에서 열린 NC와의 경기에서 역대 75번째 5년 연속 시즌 세 자릿수 안타를 달성했다.
- 유한준(kt 위즈)은 8월 27일 잠실에서 열린 LG와의 경기에서 역대 51번째 통산 1500경기 출장을 달성했다.
- 전준우(롯데 자이언츠)는 8월 27일 사직에서 열린 키움과의 경기에서 역대 54번째 통산 2000루타를 달성했다.
- 오재일(두산 베어스)은 8월 28일 창원에서 열린 NC와의 경기에서 역대 76번째 5년 연속 시즌 세 자릿수 안타를 달성했다.
- 김재환(두산 베어스)은 8월 28일 창원에서 열린 NC와의 경기에서 역대 105번째 통산 500득점을 달성했다.
- 오지환(LG 트윈스)은 8월 29일 잠실에서 열린 두산과의 경기에서 역대 84번째 통산 1300경기 출장을 달성했다.
- 나성범(NC 다이노스)은 8월 29일 창원에서 열린 SK와의 경기에서 역대 49번째 통산 700타점을 달성했다.
- 양의지(NC 다이노스)는 8월 29일 창원에서 열린 SK와의 경기에서 역대 70번째 통산 1200안타를 달성했다.
- 이대호(롯데 자이언츠)는 8월 29일 사직에서 열린 한화와의 경기에서 역대 7번째 12년 연속 시즌 세 자릿수 안타, 역대 6번째 통산 1200타점을 달성했다.
- 전준우(롯데 자이언츠)는 8월 29일 사직에서 열린 한화와의 경기에서 역대 41번째 통산 250번째 2루타를 달성했다.
- 허경민(두산 베어스)은 8월 30일 잠실에서 열린 LG와의 경기에서 역대 106번째 통산 500득점을 달성했다.
- 김강민(SK 와이번스)은 8월 30일 창원에서 열린 NC와의 경기에서 역대 40번째 통산 1600경기 출장을 달성했다.
- 이재원(SK 와이번스)은  8월 30일 창원에서 열린 NC와의 경기에서 역대 97번째 통산 세 자릿수 홈런을 달성했다.
- 김현수(LG 트윈스)는 8월 30일 잠실에서 열린 두산과의 경기에서 역대 24번째 통산 900득점을 달성했다.
- 진해수(LG 트윈스)는 8월 30일 잠실에서 열린 두산과의 경기에서 역대 15번째 5년 연속 50경기 출장을 달성했다.
- 최형우(KIA 타이거즈)는 8월 30일 광주에서 열린 kt와의 경기에서 역대 24번째 통산 6000타수를 달성했다.

#### 9월
- 허경민(두산 베어스)은 9월 1일 잠실에서 열린 한화와의 경기에서 역대 157번째 통산 네 자릿수 경기 출장을 달성했다.
- 황재균(kt 위즈)은 9월 3일 수원에서 열린 SK와의 경기에서 역대 14번째 9년 연속 시즌 세 자릿수 안타를 달성했다.
- 이보근(kt 위즈)은 9월 4일 수원에서 열린 SK와의 경기에서 역대 45번째 통산 500경기 출장을 달성했다.
- 양현종(KIA 타이거즈)은 9월 4일 사직에서 열린 롯데와의 경기에서 역대 7번째 7년 연속 시즌 세 자릿수 탈삼진을 달성했다.
- 최형우(KIA 타이거즈)는 9월 4일 사직에서 열린 롯데와의 경기에서 역대 5번째 통산 3300루타를 달성했다.
- 구자욱(삼성 라이온즈)은 9월 4일 대구에서 열린 삼성과의 경기에서 역대 47번째 6년 연속 시즌 두 자릿수 홈런을 달성했다.
- 김재호(두산 베어스)는 9월 6일 잠실에서 열린 SK와의 경기에서 역대 100번째 통산 네 자릿수 안타를 달성했다.
- 박해민(삼성 라이온즈)은 9월 6일 대구에서 열린 NC와의 경기에서 역대 55번째 6년 연속 시즌 세 자릿수 안타를 달성했다.
- 오승환(삼성 라이온즈)은 9월 6일 대구에서 열린 NC와의 경기에서 역대 1번째 통산 290세이브를 달성했다.
- 박용택(LG 트윈스)은 9월 7일 사직에서 열린 롯데와의 경기에서 역대 2번째 통산 2200경기 출장을 달성했다.
- 제이미 로맥(SK 와이번스)은 9월 8일 문학에서 열린 키움과의 경기에서 역대 25번째 4년 연속 20홈런을 달성했다.
- 오지환(LG 트윈스)은 9월 8일 광주에서 열린 KIA와의 경기에서 역대 51번째 통산 600사사구를 달성했다.
- 박민우(NC 다이노스)는 9월 8일 창원에서 열린 롯데와의 경기에서 역대 33번째 7년 연속 시즌 세 자릿수 안타를 달성했다.
- 나지완(KIA 타이거즈)은 9월 8일 광주에서 열린 LG와의 경기에서 역대 68번째 통산 1400경기 출장을 달성했다.
- 장원삼(롯데 자이언츠)은 9월 8일 창원에서 열린 NC와의 경기에서 역대 23번째 통산 1200탈삼진을 달성했다.
- 김재환(두산 베어스)은 9월 9일 잠실에서 열린 kt와의 경기에서 역대 77번째 5년 연속 시즌 세 자릿수 안타를 달성했다.
- 멜 로하스 주니어(kt 위즈)는 9월 9일 잠실에서 열린 두산과의 경기에서 역대 76번째 시즌 30홈런-세 자릿수 타점을 달성했다.
- 송광민(한화 이글스)은 9월 9일 대구에서 열린 삼성과의 경기에서 역대 101번째 통산 네 자릿수 안타를 달성했다.
- 민병헌(롯데 자이언츠)은 9월 9일 창원에서 열린 NC와의 경기에서 역대 69번째 통산 1400경기 출장을 달성했다.
- 박종훈(SK 와이번스)은 9월 10일 대전에서 열린 한화와의 경기에서 역대 13번째 6년 연속 시즌 세 자릿수 탈삼진을 달성했다.
- 유한준(kt 위즈)은 9월 10일 창원에서 열린 NC와의 경기에서 역대 44번째 통산 2200루타를 달성했다.
- 소형준(kt 위즈)은 9월 12일 수원에서 열린 한화와의 경기에서 역대 9번째 고졸 신인 선발 시즌 두 자릿수 승을 달성했다.
- 박해민(삼성 라이온즈)은 9월 12일 잠실에서 열린 LG와의 경기에서 역대 74번째 통산 600득점을 달성했다.
- 이대호(롯데 자이언츠)는 9월 12일 문학에서 열린 SK와의 경기에서 역대 25번째 통산 6000타수를 달성했다.
- 김재호(두산 베어스)는 9월 13일 고척에서 열린 키움과의 경기에서 역대 71번째 통산 500사사구를 달성했다.
- 오재원(두산 베어스)은 9월 13일 고척에서 열린 키움과의 경기에서 역대 72번째 통산 500사사구를 달성했다.
- 박민우(NC 다이노스)는 9월 13일 창원에서 열린 KIA와의 경기에서 역대 30번째 7년 연속 시즌 두 자릿수 도루를 달성했다.
- 나지완(KIA 타이거즈)은 9월 13일 창원에서 열린 NC와의 경기에서 역대 26번째 통산 800사사구를 달성했다.
- 구자욱(삼성 라이온즈)은 9월 13일 잠실에서 열린 LG와의 경기에서 역대 56번째 6년 연속 시즌 세 자릿수 안타를 달성했다.
- 최정(SK 와이번스)은 9월 16일 광주에서 열린 KIA와의 경기에서 역대 26번째 통산 6000타수를 달성했다.
- 최형우(KIA 타이거즈)는 9월 16일 광주에서 열린 SK와의 경기에서 역대 5번째 8년 연속 200루타를 달성했다.
- 황재균(kt 위즈)은 9월 17일 수원에서 열린 두산과의 경기에서 역대 7번째 12년 연속 시즌 두 자릿수 도루, 역대 34번째 통산 2500루타를 달성했다.
- 김현수(LG 트윈스)는 9월 18일 잠실에서 열린 롯데와의 경기에서 역대 8번째 4년 연속 150안타를 달성했다.
- 송은범(LG 트윈스)은 9월 18일 잠실에서 열린 롯데와의 경기에서 역대 23번째 통산 600경기 출장을 달성했다.
- 양의지(NC 다이노스)는 9월 18일 문학에서 열린 SK와의 경기에서 역대 50번째 통산 700타점을 달성했다.
- 김상수(삼성 라이온즈)는 9월 18일 대구에서 열린 KIA와의 경기에서 역대 71번째 통산 1200안타를 달성했다.
- 이정후(키움 히어로즈)는 9월 19일 대구에서 열린 삼성과의 경기에서 역대 9번째 4년 연속 150안타를 달성했다.
- 황재균(kt 위즈)은 9월 19일 문학에서 열린 SK와의 경기에서 역대 15번째 6년 연속 200루타를 달성했다.
- 박경수(kt 위즈)는 9월 19일 문학에서 열린 SK와의 경기에서 역대 27번째 통산 800사사구를 달성했다.
- 박해민(삼성 라이온즈)은 9월 19일 대구에서 열린 키움과의 경기에서 역대 7번째 7년 연속 20도루를 달성했다.
- 이원석(삼성 라이온즈)은 9월 19일 대구에서 열린 키움과의 경기에서 역대 75번째 통산 200번째 2루타를 달성했다.
- 정의윤(SK 와이번스)은 9월 20일 문학에서 열린 kt와의 경기에서 역대 85번째 통산 1300경기 출장을 달성했다.
- 황재균(kt 위즈)은 9월 20일 문학에서 열린 SK와의 경기에서 역대 32번째 통산 1600안타를 달성했다.
- 김현수(LG 트윈스)는 9월 22일 잠실에서 열린 SK와의 경기에서 역대 52번째 통산 1500경기 출장, 역대 27번째 통산 800사사구를 달성했다.
- 박민우(NC 다이노스)는 9월 22일 창원에서 열린 삼성과의 경기에서 역대 102번째 통산 네 자릿수 안타를 달성했다.
- 이현승(두산 베어스)은 9월 23일 대전에서 열린 한화와의 경기에서 역대 24번째 통산 600경기 출장을 달성했다.
- 손아섭(롯데 자이언츠)은 9월 23일 사직에서 열린 kt와의 경기에서 역대 26번째 통산 2700루타를 달성했다.
- 김하성(키움 히어로즈)은 9월 24일 고척에서 열린 SK와의 경기에서 역대 1번째 20도루 성공률 100%, 역대 51번째 20홈런-20도루를 달성했다.
- 최형우(KIA 타이거즈)는 9월 24일 수원에서 열린 kt와의 경기에서 역대 4번째 통산 1300타점을 달성했다.
- 서건창(키움 히어로즈)은 9월 25일 고척에서 열린 SK와의 경기에서 역대 73번째 통산 500사사구를 달성했다.
- 박석민(NC 다이노스)은 9월 25일 창원에서 열린 LG와의 경기에서 역대 45번째 통산 5000타수를 달성했다.
- 손아섭(롯데 자이언츠)은 9월 25일 대전에서 열린 한화와의 경기에서 역대 6번째 8년 연속 200루타를 달성했다.
- 김재환(두산 베어스)은 9월 26일 잠실에서 열린 키움과의 경기에서 역대 68번째 통산 600타점을 달성했다.
- 오지환(LG 트윈스)은 9월 26일 수원에서 열린 kt와의 경기에서 역대 11번째 통산 50번째 3루타를 달성했다.
- 김상수(키움 히어로즈)는 9월 27일 잠실에서 열린 두산과의 경기에서 역대 16번째 5년 연속 50경기 출장을 달성했다.
- 양의지(NC 다이노스)는 9월 27일 대전에서 열린 한화와의 경기에서 역대 75번째 통산 600득점을 달성했다.
- 유한준(kt 위즈)은 9월 27일 수원에서 열린 LG와의 경기에서 역대 37번째 통산 1500안타를 달성했다.
- 제이크 브리검(키움 히어로즈)은 9월 29일 고척에서 열린 KIA와의 경기에서 역대 17번째 외국인 선수 통산 세 자릿수 경기 출장을 달성했다.
- 박경수(kt 위즈)는 9월 29일 대구에서 열린 삼성과의 경기에서 역대 31번째 통산 1700경기 출장을 달성했다.
- 손아섭(롯데 자이언츠)은 9월 29일 잠실에서 열린 LG와의 경기에서 역대 37번째 통산 800타점을 달성했다.
- 전준우(롯데 자이언츠)는 9월 29일 잠실에서 열린 LG와의 경기에서 역대 57번째 통산 1300안타를 달성했다.
- 나성범(NC 다이노스)은 9월 30일 창원에서 열린 SK와의 경기에서 역대 77번째 시즌 30홈런-세 자릿수 타점을 달성했다.

#### 10월
- 박석민(NC 다이노스)은 10월 1일 창원에서 열린 SK와의 경기에서 역대 9번째 통산 네 자릿수 사사구를 달성했다.
- 원종현(NC 다이노스)은 10월 3일 창원에서 열린 삼성과의 경기에서 역대 17번째 5년 연속 50경기 출장을 달성했다.
- 박석민(NC 다이노스)은 10월 3일 창원에서 열린 삼성과의 경기에서 역대 35번째 통산 2500루타를 달성했다.
- 애런 알테어(NC 다이노스)는 10월 3일 창원에서 열린 삼성과의 경기에서 역대 52번째 20홈런-20도루를 달성했다.
- 유한준(kt 위즈)은 10월 3일 수원에서 열린 LG와의 경기에서 역대 30번째 7년 연속 시즌 두 자릿수 홈런을 달성했다.
- 박경수(kt 위즈)는 10월 3일 수원에서 열린 LG와의 경기에서 역대 46번째 통산 5000타수를 달성했다.
- 이대호(롯데 자이언츠)는 10월 3일 사직에서 열린 한화와의 경기에서 역대 1번째 14년 연속 200루타를 달성했다.
- 양의지(NC 다이노스)는 10월 4일 창원에서 열린 삼성과의 경기에서 역대 55번째 통산 2000루타를 달성했다.
- 멜 로하스 주니어(kt 위즈)는 10월 4일 수원에서 열린 LG와의 경기에서 역대 35번째 시즌 세 자릿수 득점-세 자릿수 타점을 달성했다.
- 김선빈(KIA 타이거즈)은 10월 4일 잠실에서 열린 두산과의 경기에서 역대 125번째 통산 1100경기 출장을 달성했다.
- 오윤석(롯데 자이언츠)은 10월 4일 사직에서 열린 한화와의 경기에서 역대 27번째 사이클링 히트, 역대 7번째 최소 타석 사이클링 히트, 역대 1번째 만루 홈런 포함 사이클링 히트를 달성했다.
- 박용택(LG 트윈스)은 10월 6일 잠실에서 열린 삼성과의 경기에서 역대 1번째 통산 2500안타를 달성했다.
- 나성범(NC 다이노스)은 10월 6일 고척에서 열린 키움과의 경기에서 역대 55번째 통산 700득점을 달성했다.
- 박경수(kt 위즈)는 10월 6일 사직에서 열린 롯데와의 경기에서 역대 56번째 통산 2000루타를 달성했다.
- 김하성(키움 히어로즈)은 10월 7일 고척에서 열린 NC와의 경기에서 역대 36번째 시즌 세 자릿수 득점-세 자릿수 타점, 역대 9번째 2년 연속 시즌 세 자릿수 득점-세 자릿수 타점을 달성했다.
- 최진행(한화 이글스)은 10월 7일 광주에서 열린 KIA와의 경기에서 역대 126번째 통산 1100경기 출장을 달성했다.
- 호세 미구엘 페르난데스(두산 베어스)는 10월 8일 문학에서 열린 SK와의 경기에서 역대 2번째 2년 연속 180안타를 달성했다.
- 라울 알칸타라(두산 베어스)는 10월 8일 문학에서 열린 SK와의 경기에서 역대 7번째 3연속 3구 삼진을 달성했다.
- 박석민(NC 다이노스)은 10월 8일 고척에서 열린 키움과의 경기에서 역대 16번째 통산 800볼넷을 달성했다.
- 박해민(삼성 라이온즈)은 10월 9일 대구에서 열린 롯데와의 경기에서 역대 103번째 통산 네 자릿수 안타를 달성했다.
- 정우람(한화 이글스)은 10월 9일 대전에서 열린 키움과의 경기에서 역대 7번째 통산 180세이브를 달성했다.
- 김하성(키움 히어로즈)은 10월 10일 대전에서 열린 한화와의 경기에서 역대 77번째 통산 600득점을 달성했다.
- 채은성(LG 트윈스)은 10월 10일 잠실에서 열린 NC와의 경기에서 역대 22번째 연타석 3점 홈런, 역대 54번째 3연타석 홈런을 달성했다.
- 양의지(NC 다이노스)는 10월 10일 잠실에서 열린 LG와의 경기에서 역대 86번째 통산 1300경기 출장을 달성했다.
- 나성범(NC 다이노스)은 10월 10일 잠실에서 열린 LG와의 경기에서 역대 37번째 시즌 세 자릿수 득점-세 자릿수 타점을 달성했다.
- 오지환(LG 트윈스)은 10월 11일 잠실에서 열린 NC와의 경기에서 역대 72번째 통산 1200안타를 달성했다.
- 류원석(LG 트윈스)은 10월 13일 사직에서 열린 롯데와의 경기에서 선발 투수 역대 4번째 한 이닝 8실점 비자책을 달성했다.
- 양현종(KIA 타이거즈)은 10월 13일 창원에서 열린 NC와의 경기에서 역대 5번째 7년 연속 시즌 두 자릿수 승을 달성했다.
- 이대호(롯데 자이언츠)는 10월 13일 사직에서 열린 LG와의 경기에서 역대 32번째 통산 1700경기 출장을 달성했다.
- 김하성(키움 히어로즈)은 10월 14일 수원에서 열린 kt와의 경기에서 역대 78번째 시즌 30홈런-세 자릿수 타점을 달성했다.
- 전준우(롯데 자이언츠)는 10월 14일 사직에서 열린 LG와의 경기에서 역대 101번째 통산 1200경기 출장을 달성했다.
- 박건우(두산 베어스)는 10월 15일 잠실에서 열린 한화와의 경기에서 역대 107번째 통산 500득점을 달성했다.
- 이명기(NC 다이노스)는 10월 15일 창원에서 열린 KIA와의 경기에서 역대 108번째 통산 500득점을 달성했다.
- 프레스턴 터커(KIA 타이거즈)는 10월 15일 창원에서 열린 NC와의 경기에서 역대 79번째 시즌 30홈런-세 자릿수 타점을 달성했다.
- 오재원(두산 베어스)은 10월 16일 고척에서 열린 키움과의 경기에서 역대 53번째 통산 1500경기 출장을 달성했다.
- 박병호(키움 히어로즈)는 10월 16일 고척에서 열린 두산과의 경기에서 역대 90번째 통산 1100안타를 달성했다.
- 유한준(kt 위즈)은 10월 17일 문학에서 열린 SK와의 경기에서 역대 47번째 통산 5000타수를 달성했다.
- 호세 미구엘 페르난데스(두산 베어스)는 10월 18일 고척에서 열린 키움과의 경기에서 역대 38번째 세 자릿수 득점-세 자릿수 타점을 달성했다.
- 최정(SK 와이번스)은 10월 18일 문학에서 열린 kt와의 경기에서 역대 1번째 통산 270사구를 달성했다.
- 최정(SK 와이번스)은 10월 20일 문학에서 열린 삼성과의 경기에서 역대 7번째 통산 3200루타를 달성했다.
- 송명기(NC 다이노스)는 10월 20일 광주에서 열린 KIA와의 경기에서 역대 5번째 만 20세 이하 5경기 5선발 승을 달성했다.
- 유한준(kt 위즈)은 10월 20일 수원에서 열린 LG와의 경기에서 역대 34번째 7년 연속 시즌 세 자릿수 안타를 달성했다.
- 최형우(KIA 타이거즈)는 10월 20일 광주에서 열린 NC와의 경기에서 역대 33번째 통산 1700경기 출장, 역대 5번째 통산 3400루타를 달성했다.
- 최정(SK 와이번스)은 10월 21일 문학에서 열린 롯데와의 경기에서 역대 8번째 통산 1100득점을 달성했다.
- 오드리사머 데스파이네(kt 위즈)는 10월 21일 수원에서 열린 삼성과의 경기에서 역대 86번째 200이닝을 달성했다.
- 손아섭(롯데 자이언츠)은 10월 21일 문학에서 열린 SK와의 경기에서 역대 24번째 8년 연속 시즌 두 자릿수 홈런을 달성했다.
- 오지환(LG 트윈스)은 10월 23일 광주에서 열린 KIA와의 경기에서 역대 69번째 통산 600타점을 달성했다.
- 양의지(NC 다이노스)는 10월 23일 대전에서 열린 한화와의 경기에서 역대 80번째 시즌 30홈런-세 자릿수 타점을 달성했다.
- 이대호(롯데 자이언츠)는 10월 23일 문학에서 열린 SK와의 경기에서 역대 8번째 통산 3200루타를 달성했다.
- 댄 스트레일리(롯데 자이언츠)는 10월 23일 문학에서 열린 SK와의 경기에서 역대 13번째 시즌 200탈삼진을 달성했다.
- 정수빈(두산 베어스)은 10월 24일 잠실에서 열린 롯데와의 경기에서 역대 104번째 통산 네 자릿수 안타를 달성했다.
- 나지완(KIA 타이거즈)은 10월 24일 광주에서 열린 삼성과의 경기에서 역대 76번째 통산 200번째 2루타를 달성했다.
- 애런 알테어(NC 다이노스)는 10월 27일 창원에서 열린 삼성과의 경기에서 역대 81번째 시즌 30홈런-세 자릿수 타점을 달성했다.
- 황재균(kt 위즈)은 10월 28일 광주에서 열린 KIA와의 경기에서 역대 11번째 5년 연속 20홈런을 달성했다.
- 유희관(두산 베어스)은 10월 29일 광주에서 열린 KIA와의 경기에서 역대 4번째 8년 연속 시즌 두 자릿수 승을 달성했다.
- 김재환(두산 베어스)은 10월 29일 광주에서 열린 KIA와의 경기에서 역대 82번째 시즌 30홈런-세 자릿수 타점을 달성했다.
- 양현종(KIA 타이거즈)은 10월 29일 광주에서 열린 두산과의 경기에서 역대 2번째 7년 연속 170이닝을 달성했다.
- 프레스턴 터커(KIA 타이거즈)는 10월 29일 광주에서 열린 두산과의 경기에서 역대 39번째 시즌 세 자릿수 득점-세 자릿수 타점, 역대 29번째 시즌 30홈런-세 자릿수 득점-세 자릿수 타점을 달성했다.
- 손아섭(롯데 자이언츠)은 10월 29일 사직에서 열린 NC와의 경기에서 역대 13번째 통산 1900안타를 달성했다.
- 나성범(NC 다이노스)은 10월 30일 대구에서 열린 삼성과의 경기에서 역대 57번째 통산 2000루타를 달성했다.
- 정우람(한화 이글스)은 10월 30일 대전에서 열린 kt와의 경기에서 역대 2번째 11년 연속 시즌 50경기 출장을 달성했다.
- 전준우(롯데 자이언츠)는 10월 30일 사직에서 열린 KIA와의 경기에서 역대 49번째 통산 2100루타를 달성했다.
- 이대호(롯데 자이언츠)는 10월 30일 사직에서 열린 KIA와의 경기에서 역대 14번째 통산 1900안타를 달성했다.

### 월간 MVP
| 월   | 선수             | 소속        | 포지션 |
| ---- | ---------------- | ----------- | ------ |
| 5월  | 구창모           | NC 다이노스 | 투수   |
| 6월  | 멜 로하스 주니어 | kt 위즈     | 외야수 |
| 7월  | 허경민           | 두산 베어스 | 내야수 |
| 8월  | 소형준           | kt 위즈     | 투수   |
| 9월  | 양의지           | NC 다이노스 | 포수   |
| 10월 | 라울 알칸타라    | 두산 베어스 | 투수   |

## 올스타전
2020년 KBO 올스타전은 7월에 인천SK행복드림구장에서 진행할 예정이었으나, 코로나19 범유행으로 인해 취소됐다.

## 경기 중계

### 지상파 TV
- SBS
- KBS2
- MBC

### 케이블 TV
- SBS 스포츠
- KBS N 스포츠
- MBC 스포츠플러스
- SPOTV
- SPOTV2

### 라디오
- KBS청주 해피FM
- 대전MBC 라디오
- 대구MBC 라디오
- 부산MBC 라디오
- MBC경남 라디오
- SBS 러브FM
- TBC 드림FM
- KNN 러브FM[13]
- KNN 파워FM

### 와일드카드 결정전 중계
- KBS 2TV

### 준플레이오프 중계
- 1차전 : MBC TV
- 2차전 : KBS 2TV

### 플레이오프 중계
- 1차전 : MBC TV
- 2차전 : KBS 2TV
- 3차전 : SBS TV
- 4차전 : MBC 스포츠플러스, SPOTV, SPOTV2

### 한국시리즈 중계
- 1차전 : MBC TV
- 2차전 : MBC TV
- 3차전 : KBS 2TV
- 4차전 : SBS TV
- 5차전 : MBC TV
- 6차전 : KBS 2TV

## 같이 보기
- 2020년 메이저 리그 베이스볼 시즌